# Alta Floresta d'Oeste
Alta Floresta d'Oeste là một đô thị thuộc bang Rondônia, Brasil. Đô thị này có diện tích 7067 km², dân số năm 2007 là 28629 người, mật độ 4,05 người/km².